# 동경 8도
동경 8도(東經8度)는 본초 자오선에서 동쪽으로 8도 떨어진 경선이다. 북극점에서 시작하여 북극해, 유럽, 아프리카, 대서양, 남극해, 남극을 거쳐 남극점에 이른다.
동경 8도는 서경 172도와 이어져 지구의 둘레를 이룬다.

북극점에서 남극점까지 동경 8도선은 다음 지역을 지나간다.
| 좌표                                                | 나라, 지역, 해역 | 주석                                                                      |
| --------------------------------------------------- | ---------------- | ------------------------------------------------------------------------- |
| 북위 90° 0′ 동경 8° 0′  / 북위 90.000° 동경 8.000°  | 북극해           |                                                                           |
| 북위 81° 12′ 동경 8° 0′  / 북위 81.200° 동경 8.000° | 대서양           |                                                                           |
| 북위 63° 28′ 동경 8° 0′  / 북위 63.467° 동경 8.000° | 노르웨이         | 스묄라섬과 투스트나섬, 본토 (크리스티안산을 통과함), 플레케뢰위섬.        |
| 북위 58° 3′ 동경 8° 0′  / 북위 58.050° 동경 8.000°  | 북해             | 덴마크 유틀란드의 바로 서쪽을 지나감 독일 헬골란트섬의 바로 동쪽을 지나감 |
| 북위 53° 43′ 동경 8° 0′  / 북위 53.717° 동경 8.000° | 독일             |                                                                           |
| 북위 49° 2′ 동경 8° 0′  / 북위 49.033° 동경 8.000°  | 프랑스           |                                                                           |
| 북위 48° 46′ 동경 8° 0′  / 북위 48.767° 동경 8.000° | 독일             |                                                                           |
| 북위 47° 34′ 동경 8° 0′  / 북위 47.567° 동경 8.000° | 스위스           |                                                                           |
| 북위 46° 1′ 동경 8° 0′  / 북위 46.017° 동경 8.000°  | 이탈리아         |                                                                           |
| 북위 43° 52′ 동경 8° 0′  / 북위 43.867° 동경 8.000° | 지중해           | 이탈리아 사르데냐섬과 산피에트로섬의 바로 서쪽을 지나감                   |
| 북위 36° 52′ 동경 8° 0′  / 북위 36.867° 동경 8.000° | 알제리           |                                                                           |
| 북위 34° 28′ 동경 8° 0′  / 북위 34.467° 동경 8.000° | 튀니지           |                                                                           |
| 북위 33° 7′ 동경 8° 0′  / 북위 33.117° 동경 8.000°  | 알제리           |                                                                           |
| 북위 21° 11′ 동경 8° 0′  / 북위 21.183° 동경 8.000° | 니제르           |                                                                           |
| 북위 13° 19′ 동경 8° 0′  / 북위 13.317° 동경 8.000° | 나이지리아       |                                                                           |
| 북위 4° 32′ 동경 8° 0′  / 북위 4.533° 동경 8.000°   | 대서양           | 적도 기니 비오코섬의 바로 서쪽을 지나감                                   |
| 남위 60° 0′ 동경 8° 0′  / 남위 60.000° 동경 8.000°  | 남극해           |                                                                           |
| 남위 69° 53′ 동경 8° 0′  / 남위 69.883° 동경 8.000° | 남극             | 퀸모드랜드, 노르웨이가 영유권을 주장한다.                                 |

## 같이 보기
- 동경 7도
- 동경 9도